# باگرات ایوانیسیان
باگرات کُستانتینی ایوانیسیان (ارمنی: Բագրատ Կոստանտինի Իոանիսյան, Իոաննիսյանի؛ انگلیسی: Bagrat Ioannisiani; ۲۳ اکتبر ۱۹۱۱ – ۱۰ دسامبر ۱۹۸۵) یک طراح تلسکوپ اهل ارمنستان بود.
طراح بزرگ‌ترین تلسکوپ اوراسیا BTA (چشم سیاره) که تا سال ۱۹۹۳ بزرگ‌ترین در جهان بود، می‌باشد. رهبری گروه ساخت تلسکوپ بیوراکان و تلسکوپ‌های بسیاری دیگری را برعهده داشته است.

## زندگی‌نامه
وی در ۲۳ اکتبر ۱۹۱۱ در ایروان به دنیا آمد . وی همچنین برنده جوایزی همچون نشان برجسته افتخار (۱۹۴۵)، جایزه لنین (۱۹۵۷)، قهرمان کار سوسیالیست (۱۹۷۷) و نشان لنین (۱۹۶۱، ۱۹۷۲ و ۱۹۷۷) شد. وی در ۱۰ دسامبر ۱۹۸۵ در سن ۷۴ سالگی در سن پترزبورگ درگذشت.